# Flammentanz (Rose)
Die leuchtend blutrote Rambler-Rose Flammentanz wurde vor 1952 von Wilhelm J.H. Kordes gezüchtet. Sie hat dicht gefüllte, mittelgroße Blüten, die in Büscheln sitzen und ihre Farbe auch im Verblühen behalten. Die Blütezeit der einmal blühenden Rose ist von Juni bis Juli, dafür reichlich.

## Beschreibung
Der Strauch wächst mit Klettergerüst drei bis fünf Meter hoch. Ohne Klettergerüst dagegen liegt die Pflanze flach auf dem Boden. Das Laub besteht aus großen rundlichen Fiederblättchen, die am Rand deutlich gezähnt sind und eine dunkelgrünes Farbe aufweisen. Die robuste, schnell wachsende Pflanze ist außerordentlich frosthart (USDA-Zone 5) und hitzebeständig und kann daher auch an schwierigen Standorten gepflanzt werden. So eignet sie sich sowohl für Pergolen, Wand- oder Säulenbepflanzung als auch zur raschen Begrünung größerer Flächen.

## Auszeichnungen
- ADR-Rose 1952